# Linda Evangelista
Linda Evangelista (n. 10 mai 1965, St. Catharines, Ontario, Canada) este un fotomodel canadian, care în anii 1990 era considerată în categoria „Supermodels”.

## Date biografice
Linda este de origine italiană, ca și copil a primit o educație severă catolică. În anul 1978, este aleasă Miss Teen Niagara Contest. Ca urmare a acestui succes se mută la New York, unde a început să lucreze pentru casa de modă Elite de aici va începe ascensiunea în cariera de fotomodel. Se va muta la Paris, de aici va prezenta creațiile unor case de modă în toată lumea. Ea devine cunoscută prin firea ei instabilă și coloritul mereu diferit al părului, din care cauză este poreclită cameleon. În anul 2008 ea face reclamă pentru casa de modă L'Oreal.
În viața particulară, Linda a fost căsătorită între anii 1987 - 1993 cu Gerald Marie, agent la casa de modă Elite. După care are o serie de escapade ca de exemplu în anul 1999 cu fotbalistul francez Fabien Barthez, de la care rămâne gravidă, însă suferă un avort, iar la data de 11 octombrie 2006 va naște un băiat, care este fiul unui arhitect din New York.
Un citat renumit al ei: We don't wake up for less than $10,000 a day (Nu ne trezim pentru mai puțin de 10.000 dolari pe zi).

## Premii
- 2005: Women’s World Award - World Fashion Icon Award.